# Honoriusz II (antypapież)
Honoriusz II (właśc. Piotr Cadalus; ur. ok. 1010, zm. w 1072) – antypapież w okresie od 28 października 1061 do 31 maja 1072.

## Życiorys
Piotr Cadalus pochodził z niemieckiej zamożnej rodziny, zamieszkałej niedaleko Werony. Jako dziecko został przeznaczony do stanu duchownego, a w 1045 został biskupem Parmy. Po śmierci Mikołaja II w Rzymie nowym papieżem został wybrany Anselm de Baggio. Elekcji tej nie uznał król Henryk IV, gdyż dopuszczeni do niej byli tylko kardynałowie. Również arystokracja rzymska pozbawiona udziału w tym wydarzeniu zdecydowała się powtórzyć wybory tak, aby usatysfakcjonowały one króla niemieckiego, regentkę Agnieszkę i ich samych. 28 października 1061 ich nominatem został biskup Piotr Cadalus, którego wybór potwierdził sejm w Bazylei.
Antypapież Honoriusz II należał do zagorzałych przeciwników reformy kościelnej reprezentowanej przez mnicha Hildebranda. Natychmiast po wyborze rozpoczął marsz na Rzym. W kwietniu 1062 zdobył miasto i wypędził z niego papieża Aleksandra II. Nie udało mu się jednak dokonać uroczystej koronacji ani na dłużej pozostać w mieście, ponieważ został z niego wyparty przez wojska księcia Godfryda z Lotaryngii. Schronił się w Parmie, a w tym samym czasie w Augsburgu i w Rzymie zebrał się sąd, którego zadaniem było rozpatrzenie żądań obu biskupów do sprawowania godności papieskiej. Do czasu ostatecznego rozstrzygnięcia w 1063, Aleksander II i Honoriusz II nawzajem się ekskomunikowali. Piotr Cadalus próbował również ponownego zdobycia papieskiej stolicy, ale zamierzonego planu nie osiągnął, gdyż znów został wyparty. Schizmę zakończył w 1064 król niemiecki, który ostatecznie przestał popierać antypapieża i opowiedział się za Aleksandrem II.
Honoriusz II opuszczony przez rzymską arystokrację i niemieckich stronników stracił wszelkie wpływy i nie odgrywał później żadnej większej roli. Wrócił do Parmy, gdzie do końca życia pozostawał miejscowym biskupem.